# 朱辉珉
朱辉珉（發音：[t͡ɕu˧˧ hwi˧˧ mən˧˧]；1913年3月17日—2006年7月1日），越南人民军大将，越南共产党中央政治局委员、越南人民军总政治局主任、国务委员会副主席。

## 生平
原名朱文迢（Chu Văn Điều，[t͡ɕu˧˧ van˧˧ ʔɗiəw˨˩]），1913年出生于乂安省興元府安場總安留社（今乂安省荣市興和社）。1929年参加革命运动，1930年加入印度支那共产党。在乂静革命（Nghe-Tinh Revolt）他是赤色自衛隊副隊長，後任社支部書記（1933年），1936年任乂安省興元府委員会分書記。
1935年5月改名为朱辉珉。此后又以武真（Vũ Chân）、黎世美（Lê Thế Mỹ）、陈青乐（Trần Thanh Lạc）、两条命（Hai Mạnh/𠄩命）作为暗号用名。
1937至1940年，朱辉珉四次遭法国殖民当局逮捕关押，1940年任黄花探战区党支部书记，后任县委书记。1943年越狱，继续革命活動，任印支共广南省省委委员。1945年8月总起义时，任起义委员会委员、广南省委副书记兼省武装支队指导员。

### 印度支那战争时期
1945年印度支那共产党获得政权後，朱辉珉进入軍隊任广南省武装支队政治委员，此後历任中部4省軍政委員会主席、党检查委員会委員長。
1947年夏他担任第72步兵团团长兼团党委書記、軍区委員会委員。1948年夏任第74步兵团团长兼团党委書記、团政治委員。後任第174团长兼团党委書記。1950年的国境战役中他很活躍。
1951年5月担任第316师副政治委員，後任政治委員、第316大团党委書記、1954年参加奠边府战役。

### 老挝支援任務
日內瓦會議后法軍撤退回国，朱辉珉在1954年8月担任越南驻老挝軍事顧問团（第100团）团長兼党委書記。以“武真”暗号名活動，组织军队支援老挝的革命。
1957年担任第4軍区政治委員，1957年奉派赴苏联伏龙芝军事学院学习。1958年任西北軍区政治委員兼西北区委書記。1958年被授予少将军衔。
1960年9月、越南劳动党第3届党大会上当选中央委員。同時老撾內戰再次爆发，9月26日至30日率军与巴特寮軍連合，解放了桑怒。
1961年、任第4軍区司令兼政治委員、党委書記。

### 越南战争时期
1964年担任中部的第5軍区政治委員（1964年-1965年）。1965年8月任B3地区（西原战场）司令兼政治委員、党委書記，指挥波莱梅战役（1965年）及沙泰战役（1966年）。
1967年至1975年、任第5軍区司令、軍区党委副書記。1974年特進为上将。1975年3月25日、与司令黎仲迅中将一起指挥顺化-岘港战役，3月29日攻占岘港。

### 战後
1975年至1976年继续担任第5軍区司令兼政治委員、党委書記。
1976年的越南共产党（劳动党改名）第4届党大会上当选中央委員和政治局委员、党内序列第14位。被选为中央軍事党委員会副書記、中央軍委監査。
1977年任越南人民軍总政治局主任，负责支援老挝革命工作。1980年、晋升为大将。
1981年7月4日、越南第7届国会第1次会議上，国家主席职务被废除，组成了国务委员会，朱辉珉任国务委员会副主席（1981年-1986年）。
1982年3月的第5届党大会再次当选政治局委员、序列升第8位。
1986年、黎笋失势，朱辉珉也在人民軍党支部大会上其軍代表落選。6月被免去国务委员会副主席职务，同年12月的越共第6届党大会上，退出中央政治局，仍为中央委员。1987年2月16日、被免去中央军事党委副书记和总政治局主任等职务。
2006年7月1日、河内的第108軍中央醫院去世，享耆壽93歲。
第2、6、7期国会議員。

## 勋章
金星勋章、胡志明勋章、一级军功勋章、一级战功勋章、一级战绩勋章、一级抗战勋章、一级劳动勋章、胜利勋章。2000年、贈「党70周年纪念章」。

## 脚注
1. 1 2  「大将チュー・フイ・マン: ホー伯父さんから与えられた最初の任務 （页面存档备份，存于）」『バオモイ』 （越南文）
2. ↑  ベトナム民主共和国主席令67号 的存檔，存档日期2014-02-28. （越南文）
3. ↑  第3期党中央執行委員会（1960–1976年） 的存檔，存档日期2014-02-28. （越南文）
4. ↑  ズン（1976年）、140-142ページ
5. ↑  第4期党中央執行委員会（1976–1982年） 的存檔，存档日期2014-02-28. （越南文）
6. ↑  第4期党中央執行委員会（1976–1982年） 的存檔，存档日期2013-01-30. （越南文）
7. ↑  木村・竹内（1981年）、205ページ
8. ↑  「1981年 インドシナ重要日誌 的存檔，存档日期2013-08-02.」『アジア動向年報1982』
9. ↑  「参考資料 インドシナ 1981年 - 2.ベトナム社会主義共和国国家機構人事 （页面存档备份，存于）」『アジア動向年報1982』、236ページ
10. ↑  第5期党中央執行委員会（1982–1986年） 的存檔，存档日期2014-02-28. （越南文）
11. ↑  第5期党中央執行委員会（1982–1986年） 的存檔，存档日期2014-01-13. （越南文）
12. ↑  木村（1996年）、185ページ
13. ↑  ティン（1997年）、221-222ページ
14. ↑  国家評議会決定782B号 （页面存档备份，存于） （越南文）
15. ↑  大将チュー・フイ・マン死去[永久] （越南文）